# Теребони
Теребони — деревня в Батецком муниципальном районе Новгородской области, относится к Передольскому сельскому поселению.
Теребони расположены на правобережье реки Луга, в 7,5 км западнее деревни Косицкое и в 7 км восточнее деревни Воронино. Административный центр муниципального района — посёлок Батецкий находится в 21 км северо-западнее деревни.
В деревне в 2006 году было 58 дворов. Через Теребони проходит автомобильная дорога от станции Мойка до города Луга. Есть мост через Лугу. Ближайшие населённые пункты: деревня Покровка в 2 км на западнее и деревня Обколи в 2 км севернее.

## История
Исторически деревня состояла из двух населённых пунктов Большие и Малые Теребони. В 1488 году был пожалован землёй в Водской и Шелонской пятинах и был переведён сюда «из Рязани в Новгород на поместье» Феоктист Фёдорович Муравьёв и Теребони стали его имением. Относились Большие и Малые Теребони к Косицкой волости Сабельского погоста, c 1727 года в Новгородской губернии в Новгородском уезде.
1. Малые Теребони
  - Степан Воинович Муравьёв (1704—1768) — полярный мореплаватель, родился и жил выйдя в отставку, в имении Малые Теребони.
  - Николай Назарьевич Муравьёв(1775—1845) — известный историк, писатель, сенатор, управляющий собственной канцелярией Николая I , в 1813—1818 гг. новгородский вице-губернатор, а затем губернатор.
  - Валериан Николаевич Муравьёв (1811—1869) — российский государственный деятель, губернатор.
  - Николай Валерианович Муравьёв (1850—1918) — дипломат и министр юстиции Российской империи.
  - Михаил Валерьянович Муравьёв (1867—1942) — историк, краевед, генеалог, археограф, председатель Новгородского общества любителей древности (1908—1914, 1919—1925), первый директор Новгородского губернского архива (1919—1921)
2. Большие Теребони
  - Артамон Захарьевич Муравьёв (1793—1846) — декабрист, полковник, командир Ахтырского гусарского полка.
  - Александр Артамонович Муравьёв (1821—1881) — председатель новгородской казённой палаты.

После революции 1917 года здесь был создан одноимённый колхоз — «Теребони».
В конце XX века при помощи Новгородского ФГУП «ПО Квант» в Теребонях была восстановлена и ныне действует церковь иконы Божией Матери Казанской Батецкого благочиния Новгородской епархии.
На окраине деревни сохранились курганы.